# Hrebinec
Hrebinec is een plaats in de gemeente Brckovljani in de Kroatische provincie Zagreb. De plaats telt 237 inwoners (2001).